# Újezdec (Bělčice)

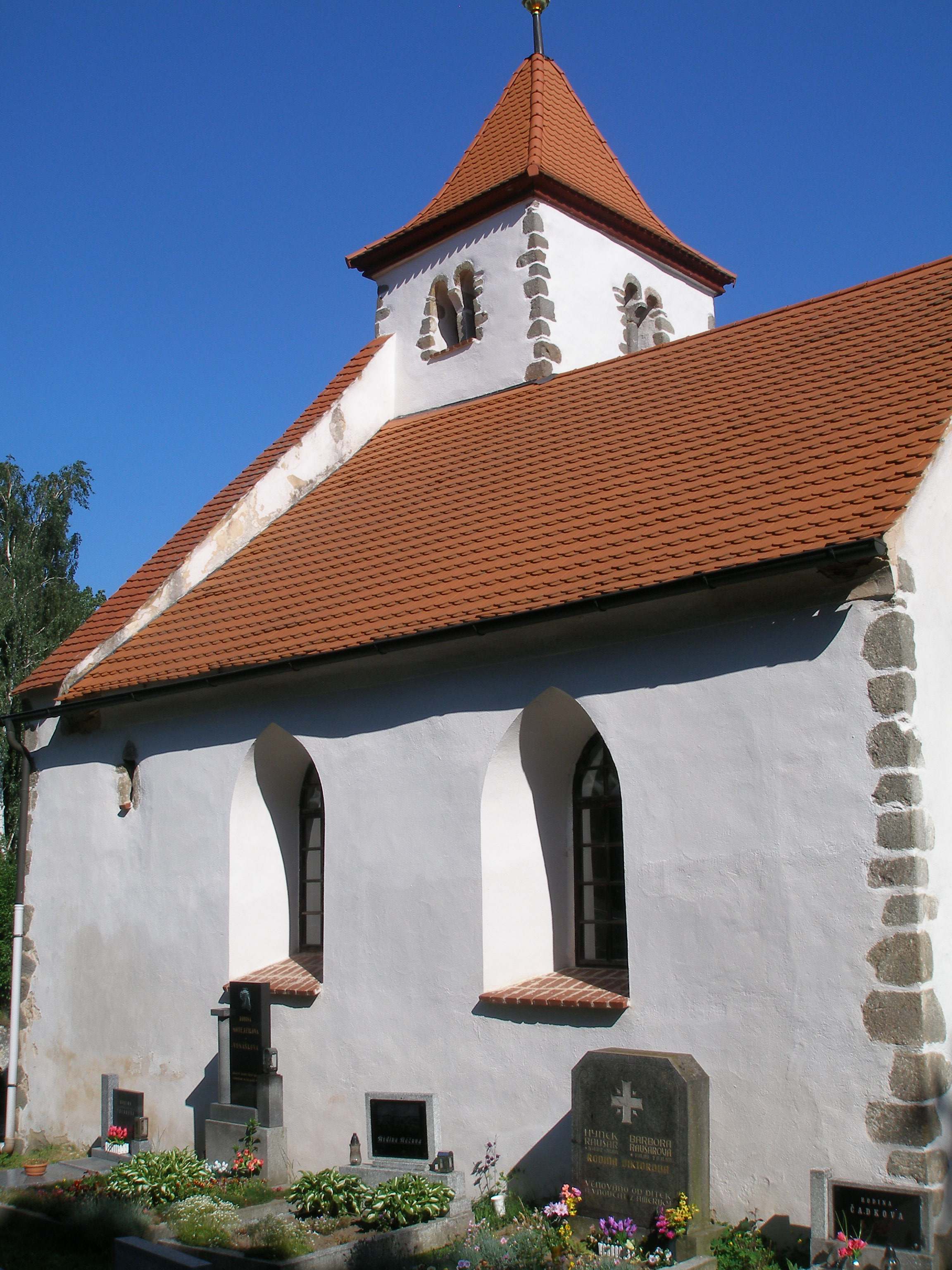
Südansicht der Kirche St. Ursula

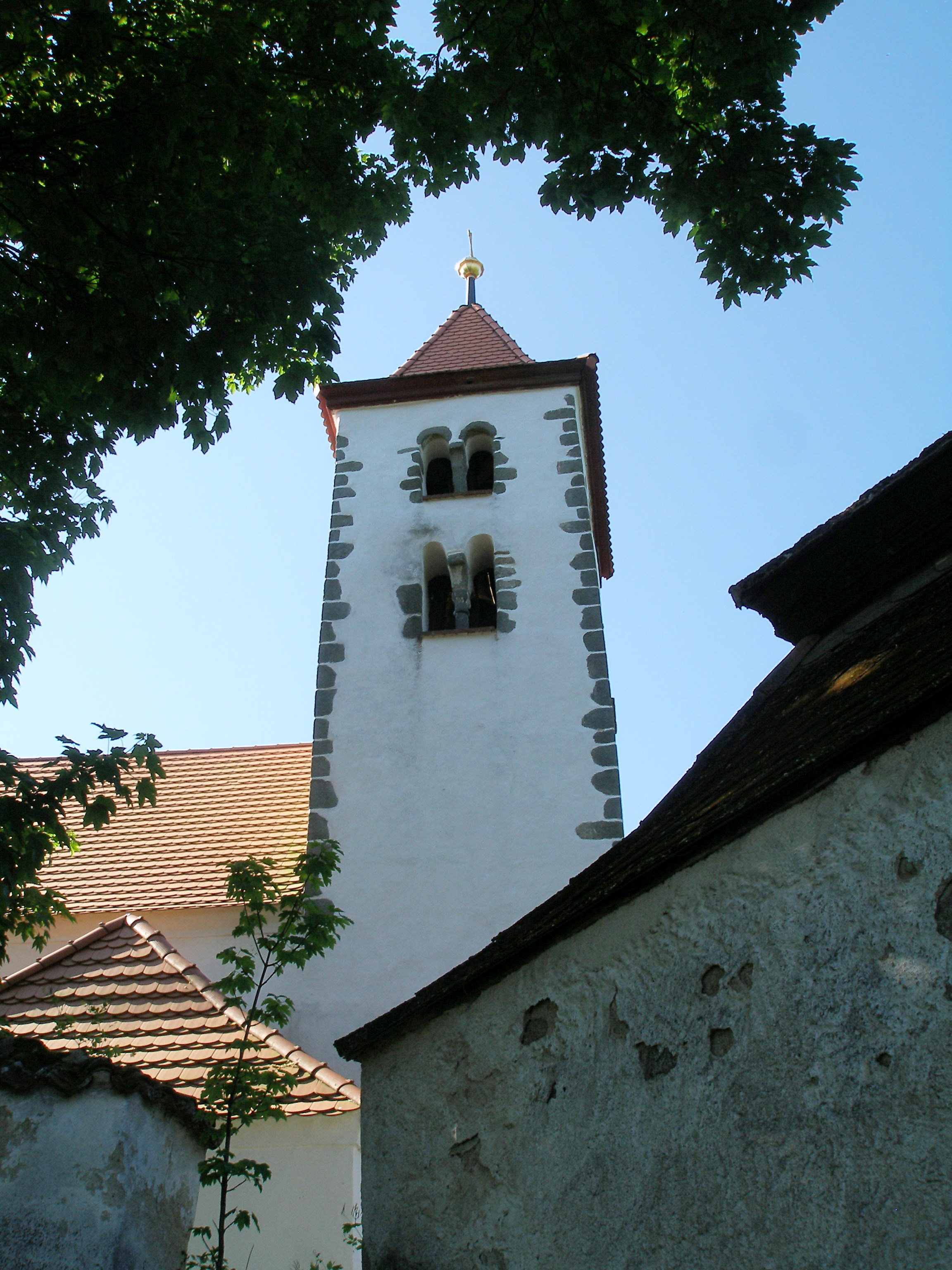
Kirchturm

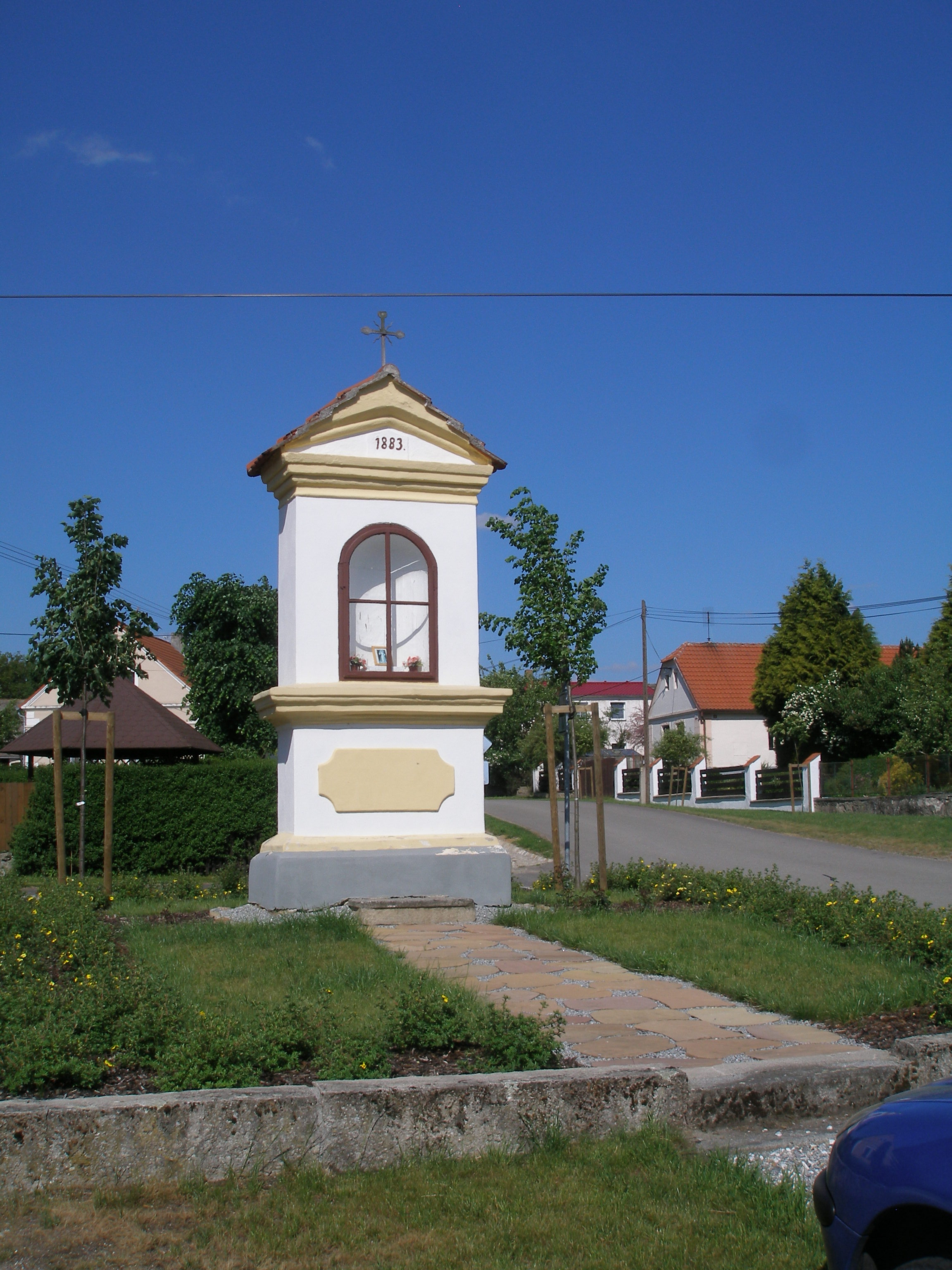
Kapelle des hl. Adalbert auf dem Dorfplatz

Újezdec [ˈʊːjɛzdɛt͡s], bis 1918 Oujezdec (deutsch Aujestetz) ist ein Ortsteil der Gemeinde Bělčice in Tschechien. Er liegt drei Kilometer westlich von Bělčice in Südböhmen und gehört zum Okres Strakonice.

## Geographie

### Geographische Lage
Újezdec befindet sich im Tal des Baches Újezdecký potok im Mittelböhmischen Hügelland. In der Umgebung des Dorfes liegen zahlreiche Teiche, die größten sind der Velký Honys im Norden, der Luh im Nordosten, der Velký bělčický rybník (Zawieschiner Teich) im Südosten, der Planinský rybník im Südwesten und der Velký Zlatohlav im Westen. Nördlich erhebt sich der Stráž (638 m), im Nordosten der Mumlín (602 m), die Špalková hora (620 m) und der Budín (534 m), südöstlich die Kněžská hora (565 m) und im Süden die Bělčická hora (558 m).

### Gemeindegliederung
Der Ortsteil Újezdec bildet zugleich einen Katastralbezirk, der den Namen Újezdec u Bělčic trägt. Er umfasst auch die Einschicht Netušilův Mlýn.

### Nachbargemeinden
Nachbarorte sind Tisov, Jamky, Jaršův Mlýn, Kurkův Mlýn und Leletice im Norden, Záhrobí im Nordosten, Štěpánka, Netušilův Mlýn und Bělčice im Osten, Hutě, Závišín und Lopatárna im Südosten, Hornosín und Kocelovice im Süden, Řiště und Předmíř im Südwesten, Metly im Westen sowie Březí, Pozdyně und Hvožďany im Nordwesten.

## Geschichte
Archäologische Funde belegen eine frühzeitliche Besiedlung der Gegend. Dazu gehören Mahlsteine, die auf eine steinzeitliche Siedlung schließen lassen, sowie Hügelgräber der eisenzeitlichen Hallstattkultur.
Die erste schriftliche Erwähnung des Dorfes Na Úgezdci erfolgte 1045 in einer Urkunde Herzogs Břetislav I. für das Stift Břevnov. Die Kirche der hl. Ursula entstand wahrscheinlich zwischen 1240 und 1250. Westlich neben der Kirche befand sich am Platz Na hradě eine Feste. Im 14. Jahrhundert wurden um Újezdec Goldseifen und Goldbergwerke betrieben. König Johann von Luxemburg verpfändete die Goldbergwerke am 21. Juni 1337 an seinen Oberstkämmerer Peter von Rosenberg. Im Jahre 1350 wurde Oujezdec erstmals als Pfarrdorf erwähnt. Am 23. Februar 1362 erfolgte auf Veranlassung des Kirchpatrons Jan von Oujezdec die Einsetzung eines neuen Pfarrers für den relativ kleinen Pfarrbezirk mit 249 Katholiken. Jan von Oujezdec, dessen Sitz die Feste Oujezdec war, wurde kurz zuvor ermordet. Zwischen 1363 und 1367 gehörte die Feste den Brüdern Kolman, Buzek, Huk und Přibyslav von Křikava. Danach erfolgte eine Aufteilung des Dorfes in mehrere Vladikengüter. Eines davon gehörte 1391 Zdeněk von Kocelovice und fiel nach dessen Tode 1405 Jaroslav von Vranovice zu. Die Feste war zwischen 1401 und 1414 Sitz des Oldřich Slepec von Miličín und danach bis 1419 seines Sohnes Jan Mládenec von Miličín. Im Jahre 1430 gehörte sie Dobeš von Míšovice. Danach finden sich für 112 Jahre keine Nachrichten über Oujezdec, irgendwann in dieser Zeit erwarben die Vladiken von Hvožďany den Besitz. Im Jahre 1542 erbte Apolena Kotz von Dobrz die Feste Oujezdec, zu der auch eine Brauerei und Mälzerei gehörten, von ihrem Vater Jindřich Koupský von Bříza. 1593 erwarb Ernst Vitanovský von Vlčkovice durch Heirat mit Anna Kotz von Dobrz die Güter Hvožďany, Oujezdec und Hostišovice.
Zu Beginn des Dreißigjährigen Krieges lagerte Anfang Oktober 1620 für zwei Tage auf dem Hügel Budín und im Tal zwischen Oujezdec und Záhrobí das Ständeheer mit 20.000 Mann unter dem Kommando Christians I. von Anhalt. Zu diesem stieß Friedrich I. mit vier Hundertschaften Kavallerie und am 6. Oktober 1620 brach das Heer in Richtung Hvožďany auf. Am 7. Oktober 1620 schlug das Ligaheer unter dem Kommando von Karl Bonaventura Graf von Buquoy zwischen Starý Smolivec und Radošice das protestantische Heer. Dieses Gefecht war das einzige in Böhmen, an dem Friedrich I. selbst teilnahm. Während dieser Zeit wurde Oujezdec niedergebrannt.
Nachfolgender Besitzer der Feste und des Hofes Oujezdec war ab 1641 Jan Vitanovský von Vlčkovice, der sie 1644 an seinen ältesten Sohn Ernst Wenzel vererbte. In der berní rula von 1654 sind für Oujezdec vier Bauernwirtschaften und acht Chalupner ausgewiesen, von denen jeweils eine wüst lag. Im Jahre 1664 kaufte Karl Leopold Caretto-Cavriani di Millesimo die Güter Hvožďany, Oujezdec und Hostišovice. Er veräußerte diese zwei Jahre später an Aleš Ferdinand Wratislaw von Mitrowitz. Dieser schlug das Gut Oujezdec einschließlich zwei Mühlen seiner Herrschaft Schlüsselburg zu. Im Jahre 1673 zerstörte ein Großfeuer vier Bauernhöfe. Aleš Ferdinands Töchter verkauften 1675 alle Güter an Humprecht Johann Czernin von Chudenitz. 1682 fiel der Besitz dessen Sohn Thomas Zachäus Czernin von Chudenitz zu. Im Jahre 1695 bestand Oujezdec aus elf Bauernhöfen und zehn Chaluppen. Zu den nachfolgenden Besitzern gehörten ab 1745 Franz Karl Rudolf Graf von Swéerts-Sporck und ab 1757 Johann Franz Christian von Swéerts-Sporck. Bei der Einführung der Hausnummerierung wurden 1770 in Oujezdec 32 Häuser gezählt. Joseph von Swéerts-Sporck verkaufte die Herrschaft 1804 an Leopold Leonhard von Thun und Hohenstein, der sie noch im selben Jahre an Johann Franz Freiherr Linker von Lützenwick weiterveräußerte. Nach dessen Tode erbte 1811 sein Sohn Clemens Wenceslaus Graf Linker von Lützenwick die Herrschaft Schlüsselburg und das Gut Schiwotitz. Im Jahre 1840 bestand Augezdetz aus 38 Häusern mit 240 Einwohnern. Im Dorf gab es die Filialkirche der hl. Ursula. Abseits lagen eine Schäferei, eine Mühle (Netušilův Mlýn) sowie zwei Brettsägen. Pfarrort war Bieltschitz. Bis zur Mitte des 19. Jahrhunderts blieb Augezdetz der Herrschaft Schlüsselburg untertänig.
Nach der Aufhebung der Patrimonialherrschaften bildete Oujezdec / Augezdetz ab 1850 eine Gemeinde in der Bezirkshauptmannschaft und dem Gerichtsbezirk Blatná. Im Jahre 1921 bestand Újezdec aus 45 Häusern, in denen 275 Personen, davon 272 Tschechen, lebten. Im Zuge der Aufhebung des Okres Blatná wurde Újezdec 1960 dem Okres Strakonice zugeordnet. Am 26. November 1971 wurde Újezdec nach Bělčice eingemeindet. Újezdec hatte im Jahre 1991 79 Einwohner. Beim Zensus von 2001 wurden 65 Personen und 45 Wohnhäuser gezählt.

## Kultur und Sehenswürdigkeiten
- Filialkirche der hl. Ursula, am südlichen Ortsausgang an der Kněžská hora. Das aus der Mitte des 13. Jahrhunderts stammende Bauwerk ist als Kulturdenkmal geschützt.[3]
- Nischenkapelle des hl. Adalbert auf dem Dorfplatz, erbaut 1848
- Keltische Wallanlage auf der Kuppe Budín nordöstlich des Dorfes